# Брод Крик (Северна Каролина)
Брод Крик (енгл. Broad Creek) насељено је место без административног статуса у америчкој савезној држави Северна Каролина.

## Демографија
По попису из 2010. године број становника је 2.334.
| Група             | 2000.    | 2010.         |
| Белци             | 0 (0,0%) | 2.118 (90,7%) |
| Афроамериканци    | 0 (0,0%) | 46 (2,0%)     |
| Азијати           | 0 (0,0%) | 8 (0,3%)      |
| Хиспаноамериканци | 0 (0,0%) | 85 (3,6%)     |
| Укупно            | 0        | 2.334         |